# 훈독
훈독(訓讀)이란 외국어 문자를 받아들일 때, 그 외국어 문자에 해당하는 자언어의 낱말로 풀어 읽는 것을 말한다. 주로 문자와 발음 사이의 연관관계가 희박한 표어 문자에서 훈독이 발생한다. 한국에서는 이를 석독(釋讀) 또는 한자의 새김이라고 하였다.

## 각 언어별 훈독

### 수메르 쐐기문자→아카드어
알려진 역사상 최초로 훈독이란 방식을 이용한 것은 아카드인들이다. 아카드인들은 수메르인들의 쐐기 문자를 받아들이면서 수메르어 쐐기 문자의 의미에 해당하는 아카드어의 단어를 읽기도움자를 이용하여 훈독하였다.

### 한자→한국어
중국에서 수입된 한자는 한국어를 표기하기 위하여 이두, 향찰, 구결 등 다양한 표기방식을 탄생시켰다.
이를 통틀어 차자(借字)표기라고 하며, 크게 음차, 훈차, 훈음차의 3종류로 나뉜다. 음차는 한자의 의미와 관계없이 한자의 음만을 빌어 한국어를 표기하는 것을 음차라고 한다. 훈차란 그 한자의 한국어 뜻에 해당하는 훈음(訓音)으로 그 글자를 읽는 것이다. 마지막으로 훈음차(訓音借)란 한자의 훈음을 이용하되, 그 의미와 관계없이 훈음을 음차로 이용하는 것이다. 한국어의 경우, 음절구조가 복잡하고 차자표기가 한문과의 경쟁에서 밀려 도태되었다. 이두만이 지방관리 등에 의한 공문서 등에 조선 말기까지 살아남았다.
- 훈차의 예: 사람→人; 서울→京; 가라/나라/말→韓國語; 봄/여름/가을/겨울→春夏秋冬; 동/서/남/북→東南西北; 해/달/불/물/나무/쇠/흙→日月火水木金土
- 훈음차의 예: 쇠은구리/쇠/주석→金銀銅鐵錫;
  - 끓일통(湯桶, ゆとう): 석별전자→三星電子
  - 중기사(重箱, じゅうばこ): 일본말→日本語
- 음차의 예: 사람→事覽

### 한자→일본어
한자가 일본에 전해진 뒤에, 한자는 일찍부터 일본어 표기에 쓰였다. 고지키와 만엽집 등이 만요가나로 쓰여 있으며, 일본어의 음절구조가 단순하기 때문에 비교적 적은 수의 한자만으로 충분히 일본어를 나타낼 수 있었다. 한자의 뜻에 대응하는 일본어는 와쿤(和訓、倭訓)이라고 하는데, 처음에는 한자에 대한 새김이 일정하지 않았다가 무로마치 시대에 들어 한자에 대응하는 일본어의 훈독이 고정되었다. 모든 한자가 음과 훈을 고루 갖추고 있는 것은 아니다. 국화(菊)와 같이, 원래 일본에 없었던 사물이나 개념을 나타내는 한자는 보통 "음"으로만 쓰이며, 반대로 중국에 없고 일본에는 있는 사물이나 개념을 나타내기 위해 만들어진 국자(고쿠지)는 대부분 훈만 있다. 일본어 한자는 음독도 오음(백제음이라고도 함), 한음, 당음 등 서로 다른 시기에 전래된 한자음을 반영하는 독법이 있고, 훈도 적게는 하나에서 많게는 수십 가지인 경우가 많다. 이것은 자주 쓰이는 중요한 한자는 뜻이 여러 가지 있기 때문에 생겨나는 것이다. 흔히 훈이 가장 많은 한자로 드는 것이 生이다.

#### 숙자훈
숙자훈(熟字訓)이란 한자 한 자가 아니라 두 개 이상의 한자로 어떤 낱말의 개념을 나타내고, 대신 읽을 때는 그에 해당하는 일본 고유어로 읽어주는 것이다. 옛날 일본에서는 단어, 특히 체언의 경우 오랫동안 한자로 표기하는 습관이 있었는데, 그 습관이 남은 것이다.
- 예: 梅雨, 五月雨, 大人, 昨日 등.

#### 의훈(義訓)
의훈이란 정식훈독이 아니라 문맥상의 뜻이나 개인의 의도, 취향에 따라 넓게 풀이한 훈독을 말한다. 일찍이 만엽집에서 벌써 널리 쓰였으며, 오늘날에도 일본어 문장에서 글쓴이가 특수한 효과를 노릴 때 종종 쓰고 있다.
- 暖: '따뜻하다'라는 의미의 한자에서 따뜻한 계절→봄이라는 유추에서 봄을 뜻하는 하루라고 훈독하였다.
- 同じ地球に生まれたの: 한자는 지구라고 쓰고, 별을 뜻하는 호시로 훈독하여 가사의 운율을 맞추었다.

##### 희훈(戲訓)
희훈이란 의훈의 한 갈래로 말장난이나 수수께끼에 가까운 훈독이다. 역시, 만엽집등 오래된 문헌부터 그 용례가 보인다.
- 山上復有山(산위에 다시 산이 있다)→山위에 다시 山이 있으니까 出→ いづ((해가)뜨다)
- 馬聲（말의 울음소리→い）
- 蜂音（벌이 우는 소리→ぶ）

#### 국훈(國訓)
국훈이란 한자의 본래 의미(중국어상 의미)가 아니라 일본 독자의 훈이 붙은 것을 말한다.예를 들어 鮎은 중국어로는 메기를 뜻하는 한자지만, 일본어에서는 은어를 뜻하는 아유(あゆ)로 읽는다.

### 외래어의 훈독
외래어를 한자에 맞춰 훈독하기도 한다. 메이지 시대에는 꽤 널리 쓰였으나, 오늘날에는 보통 가타카나로 쓴다.
頁
米
哩
弗
- 숙자훈

麥酒
煙草

## 중국어의 훈독
보통화 이외의 중국어(방언)에서도 훈독과 비슷한 현상이 보인다. 전승되는 규범 한자음과 계속 변화하는 실제 한자음이 너무 달라지거나, 표준어에 없는 낱말을 나타낼 필요가 있을 때, 쓰인다.

### 대만어
중국어 방언 가운데 이 현상이 가장 두드러지는 것이 대만어이다. 대만 가요중 훈독하는 법을 모르면 읽을 수 없는 한자가 많다.
- 대응한자가 없는 경우

到 - 훈 kau3，음 tau3，to3
此 - 훈 chit4，음 chhu2
的 - 훈 e0，음 tek4
飮 - 훈 lim5，음 im2
- 본래는 다른 한자를 쓰는 경우

香 - 훈 phang1，음 hiang1，hiong1，hiuN1 （본자는「芳」）
勿 - 훈 mai3，음 but8　（본자는 「莫」과「愛를 합친 것）

### 광둥어
광둥어는 훈독 대신 별도의 방언자를 만들기 때문에, 대만어보다는 훈독이 훨씬 적다.
凹 - 훈 nap1，음 aau3，wa1
孖 - 훈 ma1，음 ji1
熨 - 훈 tong3，음 wan6，wat1（본자는「燙」）

### 상하이어
二로 표기하고 兩이라 읽는 유사훈독현상이 보인다.
二 - 훈 liang3，음 el3，nyi3 （본자는「兩」）

## 같이 보기
- 읽기도움자